# 銅輸出国政府間協議会

CIPEC現加盟8カ国

銅輸出国政府間協議会（どうゆしゅつこくせいふかんきょうぎかい、仏：Conseil Intergouvermental des Pays Exportateurs de Cuivre、英：Intergovernmental Council of Copper Exporting Countries、CIPEC、シペック）は、銅鉱輸出国の輸出による権益を守るために、チリ、ペルー、ザイール（現・コンゴ民主共和国）、ザンビアの4カ国によって1967年5月にザンビアの首都・ルサカで設立された組織。1975年には、オーストラリア、インドネシア、パプアニューギニア、ユーゴスラビアが加盟し、その後モーリタニアが準加盟国となった。銅の生産・販売に関する政策の調整などを主な目的としている。本部はパリ。

## 歴史
原加盟の国々は1967年から協議を重ねていたが、1973年のOPECによる原油禁輸措置（オイルショック）は、銅輸出の外貨に依存していたこれらの国々で資源ナショナリズムを目覚めさせ、銅業界における転換点となった。輸出価格の上昇を目指し、1974年11月にルサカで開かれた会合ではリオ・ティント社の主導の下、加盟国間で銅の輸出量を1976年上半期までに10％、最終的に15％削減することが合意された。しかし、その結果他国の輸出が伸長したため銅の価格は予想されたほど上昇せず、期間内で削減できたのは当初の目標の半分にも満たない30万トン程度だった。